# Giáo dục Montessori
Giáo dục Montessori là một phương pháp sư phạm giáo dục trẻ em dựa trên nghiên cứu và kinh nghiệm của bác sĩ và nhà giáo dục Ý Maria Montessori (1870–1952). Đây là phương pháp với tiến trình giáo dục đặc biệt dựa vào việc học qua cảm giác. Năm 1907 bà bắt đầu sự nghiệp là nhà giáo dục khi bà được mời tổ chức 1 trường trong khu tái định cư ổ chuột khu vực San Lorenzo, Ý. Trong giai đoạn này bà đã quan sát thấy rằng trẻ em hoàn toàn bị cuốn hút bởi các vật dụng và chất liệu được thiết kế để trợ giúp sự cảm nhận của giác quan.Tiến sĩ Montessori tiếp tục phát triển những sự trợ giúp dạy học chuyên biệt được dùng cho những trẻ trong môi trường thích hợp và tôn trọng những đặc tính riêng biệt của trẻ.
Phương pháp Montessori chấp nhận sự duy nhất của mỗi trẻ và cho phép trẻ phát triển tuỳ theo những khả năng riêng của mình và thời gian riêng của mình. Do đó việc tổ chức các lớp học theo mô hình Montessorri phải đảm bảo sự tôn trọng tính riêng biệt của mỗi trẻ và phải bố trí phòng học và bài học phù hợp những nhu cầu và mục đích của mỗi em.
Phương pháp chủ yếu được áp dụng cho trẻ nhỏ từ 2-6 tuổi do các bản năng và sự nhạy cảm duy nhất của trẻ nhỏ đối với các điều kiện trong môi trường.

## Giới thiệu chung

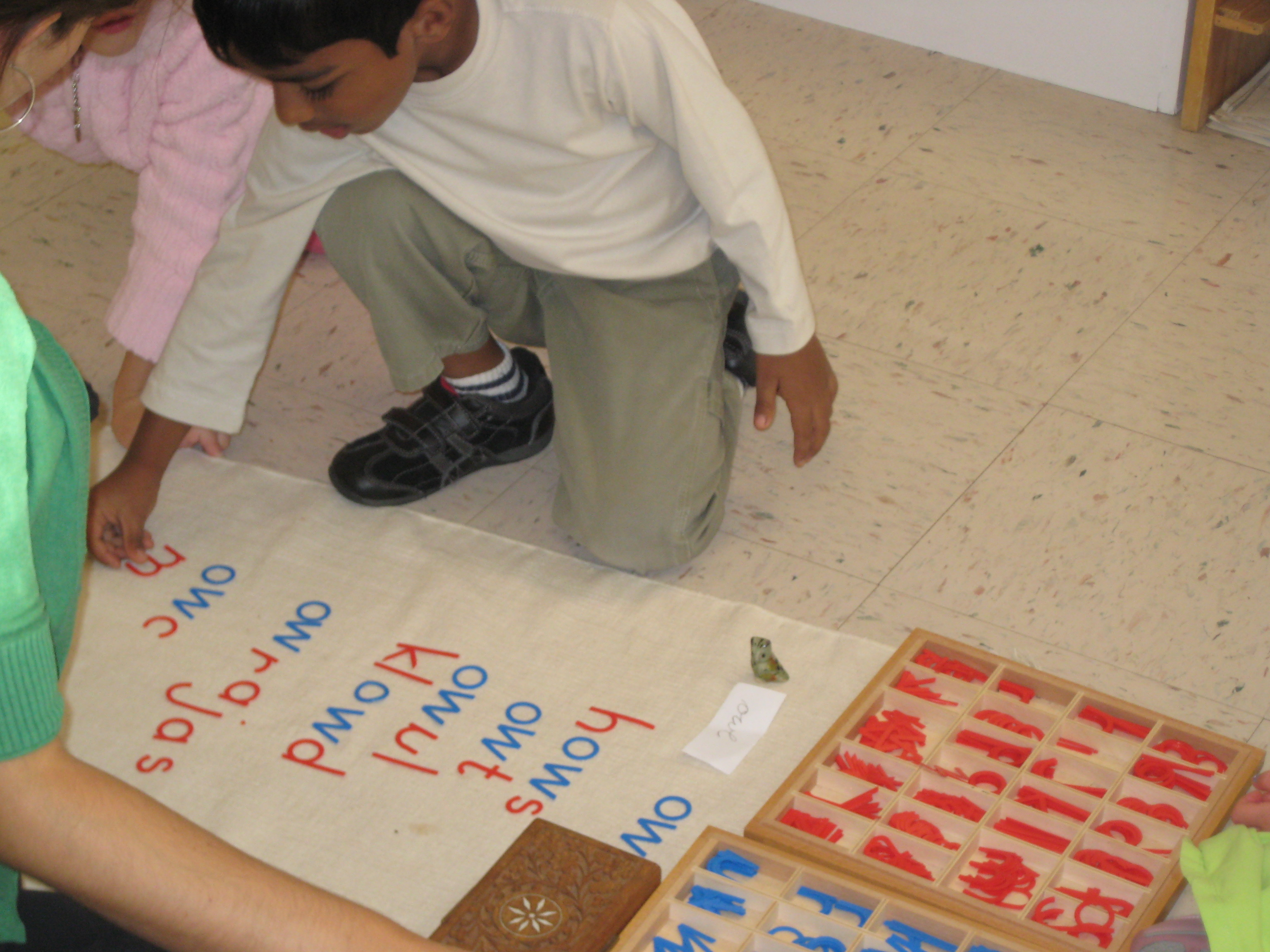
Trẻ đang thực hành với bảng chữ cái di động

Đặc điểm nổi trội ở phương pháp Montessori là nhấn mạnh đến vai trò của tính tự lập, tự do (trong khuôn khổ cho phép) trong việc hình thành nhân cách trẻ. Ngoài ra, phương pháp này rất tôn trọng sự phát triển tâm sinh lý tự nhiên của trẻ, cũng như trang bị đầy đủ cho học sinh các kiến thức khoa học công nghệ tiến bộ và hiện đại. Tổ chức AMI (Hiệp Hội Montessori Quốc tế) và AMS (Hiệp Hội Montessori Mỹ) đã nêu ra đặc trưng của phương pháp học Montessori như sau:
- Lớp học ghép các lứa tuổi lại với nhau. Thông thường là các trẻ từ 2½ hay 3 tuổi đến 6 tuổi.
- Trẻ tự lựa chọn hoạt động (với điều kiện là các hoạt động này đã được giáo viên lên kế hoạch sắp xếp trước)
- Trẻ không bị ngắt quãng hay làm phiền trong quá trình ‘làm việc’
- Học sinh học hỏi khái niệm, kiến thức thông qua trải nghiệm thực tế với các học cụ, mô hình mang tính chất khám phá, xây dựng, hơn là học theo chỉ dẫn trực tiếp từ phía giáo viên.
- Các học cụ giáo dục đặc biệt được Bà Montessori và đồng sự nghiên cứu, sáng tạo và phát triển nên.

Ngoài ra, nhiều trường học Montessori cũng tự thiết kế chương trình có tham khảo nhiều tài liệu về phương pháp giáo dục của bà Montessori (trong đó phải kể đến là các bài học, học cụ mang tính mô phạm hay phương pháp giáo dục mà Tiến sĩ Montessori đưa ra trong các khóa đào tạo giáo viên đương thời).

## Lịch sử hình thành

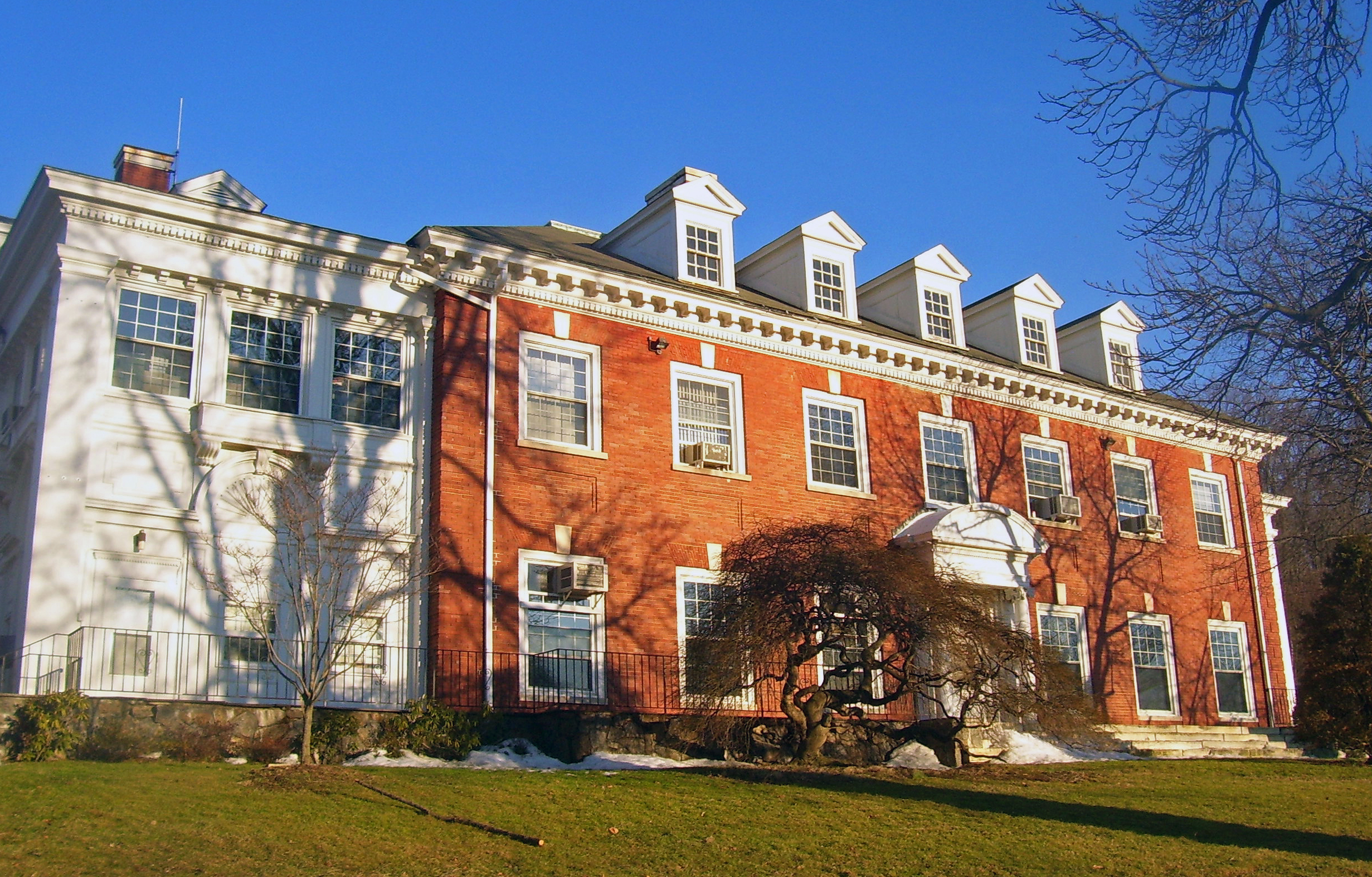
Trường Edward Harden Mansion ở Sleepy Hollow, NY, trường học Montessori đầu tiên ở Mỹ năm 1911.

Montessori bắt đầu phát triển phương pháp và triết lý giáo dục của mình vào năm 1897, sau khi tham dự khóa học giáo dục tại trường Đại học Rome và nghiên cứu các thuyết giáo dục hai trăm năm trước đó. Năm 1907, Bà mở lớp học đầu tiên của mình mang tên Casa dei Bambini, hay còn gọi là Children’s House (Ngôi Nhà Trẻ Thơ) tại một khu căn hộ nằm ở thủ đô Roma. Ngay từ ban đầu, Montessori đã bắt đầu thực hiện phương pháp giáo dục của mình thông qua quan sát những gì trẻ trải nghiệm với môi trường xung quanh, với các học cụ và bài học được thiết kế dành riêng cho trẻ. Bà thường gọi công việc mà mình đang làm là ‘giáo dục mang tính khoa học’. Phương pháp Montessori sau đó được phát triển và mở rộng ra toàn nước Mỹ năm 1911 và được biết đến rất nhiều thông qua các phương tiện thông tin, đặc biệt đã được xuất bản thành sách. Tuy nhiên do xuất hiện nhiều mâu thuẫn giữa Montessori và một số nhà giáo dục Mỹ khác, đặc biệt sau khi cuốn ‘The Montessori System Examined’ (tạm dịch là ‘Khảo Sát Hệ thống Giáo dục Montessori’) do một nhà giáo dục học nổi tiếng William Heard Kilpatrick phát hành, đã hạn chế truyền bá tư tưởng của bà và sau năm 1914, phương pháp Montessori đã bị lu mờ đi. Nó chỉ thực sự trở lại, thâm nhập vào nước Mỹ vào năm 1960 và được áp dụng tại hàng nghìn trường học ở quốc gia này. Tiến sĩ Montessori tiếp tục công tác giảng dạy của mình trong suốt quãng đời còn lại của mình, nghiên cứu và phát triển toàn diện quá trình hình thành, phát triển tâm lý của trẻ từ giai đoạn sơ sinh đến 24 tuổi. Ngoài ra, Bà cũng đã xây dựng các phương pháp tiếp cận giáo dục đối với những trẻ từ 0-3 tuổi, từ 3-6 tuổi, và từ 6-12 tuổi. Chương trình dành cho trẻ từ 12-18 tuổi cũng được bà nghiên cứu và lên chương trình, tuy nhiên nó không được phát triển vào thời của bà.

## Thuyết giáo dục Montessori

### Các hoạt động mang tính tự xây dựng, tự do, không bị gò bó ép buộc
Phương pháp giáo dục Montessori về cơ bản là xây dựng mô hình phát triển của con người, và các cách tiếp cận giáo dục đều dựa trên mô hình đó. Mô hình này bao gồm hai thành yếu tố. Trước hết là trẻ và người lớn tham gia vào quá trình xây dựng tâm lý thông qua tương tác với môi trường xung quanh. Thứ hai là trẻ, đặc biệt là trẻ dưới 6 tuổi – đối tượng có sự phát triển tâm lý bẩm sinh. Dựa trên những gì quan sát được, Montessori cho rằng trẻ nếu được tự do chọn lựa và hoạt động trong một môi trường được chuẩn bị kỹ càng, phù hợp với khả năng và giai đoạn phát triển, thì chúng sẽ phát huy tối đa tiềm năng sẵn có của mình.

### Xu hướng của nhân loại
Montessori nhận thấy có những đặc tính mang tính bẩm sinh và phổ biến trong tâm lý con người mà con trai của bà và đồng sự Mario Montessori gọi đó là ‘human tendencies’ – ‘xu hướng của nhân loại’ (năm 1957). Những xu hướng đó là:
- Bản năng tự bảo toàn
- Khuynh hướng thích gần gũi với thiên nhiên
- Tính trật tự
- Thích khám phá
- Giao tiếp
- Làm việc hay còn được mô tả là ‘hoạt động có mục đích’
- Tương tác với môi trường xung quanh
- Tính chính xác
- Tính lặp lại
- Tính trừu tượng
- Tính hoàn hảo
- Trí tuệ toán học

Trong phương pháp Montessori, xu hướng trên được xem là các hành vi chủ đạo trong mỗi giai đoạn phát triển và phương pháp giáo dục tốt là phương pháp dựa trên các hành vi này, đơn giản hóa chúng và có tính ứng dụng phù hợp.

### Môi trường chuẩn bị
Môi trường giáo dục của Montessori là nơi học sinh được tự do hoạt động trong một ‘môi trường được chuẩn bị’ – được thiết kế phù hợp với đặc trưng phát triển cơ bản của con người nói chung và tính cách mỗi cá nhân nói riêng ở các giai đoạn phát triển khác nhau. Môi trường đó cho phép trẻ phát huy tính độc lập ở tất cả các lĩnh vực, phù hợp với xu hướng phát triển tâm lý bên trong trẻ. Ngoài yếu tố tiếp cận dễ dàng với các học cụ Montessori theo từng lứa tuổi, môi trường Montessori còn phải thể hiện được các tiêu chí dưới đây:
- Xây dựng phù hợp với nhu cầu của trẻ
- Đẹp, hài hòa, sạch sẽ
- Có tính trật tự
- Có sự sắp xếp hợp lý giữa các hoạt động
- Các học cụ mang tính chuyên biệt, giúp tạo sự phát triển toàn diện của trẻ

### Các mức độ phát triển
Montessori chia sự phát triển của con người ra làm bốn giai đoạn, từ lúc mới sinh đến 6 tuổi, từ 6 -12 tuổi, từ 12-18 tuổi và từ 18-24 tuổi. Mỗi giai đoạn có những đặc trưng không giống nhau và tương ứng là các phương pháp tiếp cận giáo dục khác nhau cho từng giai đoạn

#### Giai đoạn đầu tiên
Là giai đoạn sau sinh đến khi trẻ được khoảng 6 tuổi. Theo sự quan sát của Montessori, trong suốt giai đoạn này trẻ trải qua quá trình phát triển tâm sinh lý không ngừng và nổi bật nhất. Trẻ là những cá nhân học tập và khám phá thế giới xung quanh rất tinh tế bằng các giác quan nhạy bén của mình, từ đó hình thành nên tính độc lập và tự xây dựng mang nét riêng của từng cá nhân. Montessori đã nêu ra một số khái niệm để giải thích quá trình ‘làm việc’ này của trẻ, bao gồm khái niệm về trí tuệ tiếp thu, các thời kỳ nhạy cảm và sự bình thường hoá.
Trí tuệ thẩm thấu: Montessori mô tả hành vi của trẻ nhỏ nỗ lực không ngừng nghỉ học hỏi thông qua các kích thích từ môi trường xung quanh – các giác quan, ngôn ngữ, văn hóa, và hình thành khái niệm với thuật ngữ ‘trí tuệ thẩm thấu’. Tiến sĩ Montessori thấy rằng giai đoạn phát triển quan trọng nhất của trẻ nằm ở sáu năm đầu đời – thời điểm trẻ sở hữu trong mình ‘Trí Tuệ Thẩm Thấu’. Nói cách khác, trẻ tiếp thu thế giới xung quanh giống như miếng bọt biển thấm hút nước vậy. Do đó, mục tiêu giáo dục trong thời kỳ này là trau dồi, tu dưỡng khát khao học hỏi và tiếp thu một cách tự nhiên của trẻ.Bà cũng cho rằng đây là khả năng duy nhất, đặc biệt trong giai đoạn đầu đời của trẻ và nó phai nhạt dần sau khi trẻ được 6 tuổi.
Thời kỳ nhạy cảm: Montessori cũng quan sát các giai đoạn nhạy cảm đặc biệt của trẻ trước những kích thích từ môi trường xung quanh. Bà gọi đó là ‘Thời kỳ nhạy cảm’. Môi trường lớp học Montessori (các học cụ và hoạt động) được thiết kế và sắp xếp phù hợp với từng giai đoạn nhạy cảm mà trẻ bộc lộ. Montessori đã chỉ ra các giai đoạn nhạy cảm đó, bao gồm:
- Việc học tập, lĩnh hội ngôn ngữ - từ lúc mới chào đời đến khi trẻ được khoảng 6 tuổi
- Tính trật tự - giai đoạn trẻ từ 1-3 tuổi
- Sự gọt giũa tinh tế của các giác quan – từ lúc mới sinh đến 3 tuổi
- Sự đam mê với các đồ vật nhỏ - khi trẻ được 18 tháng đến 3 tuổi
- Sự phát triển của các hành vi xã hội – khi trẻ được 2,5 – 4 tuổi

Sự bình thường hoá: Khái niệm này xuất phát từ yếu tố tập trung vào hoạt động đáp ứng nhu cầu phát triển của trẻ. Điểm nổi bật của nó là khả năng tập trung cũng như ‘các nguyên tắc không gây gò bó hay ép buộc theo khuôn khổ, trẻ cảm thấy hạnh phúc khi được làm việc, biết cảm thông và tham gia giúp đỡ những người khác’.

#### Giai đoạn thứ hai (trẻ từ 6-12 tuổi)
Trong giai đoạn này, Montessori quan sát sự thay đổi về tâm sinh lý của trẻ, từ đó thiết kế môi trường học tập, kế hoạch bài giảng, học cụ phù hợp với những tích cách mới đặc trưng ở trẻ. Về mặt sinh lý, Bà quan sát được quá trình thay răng ở trẻ và sự phát triển chiều cao của cơ thể trẻ. Về mặt tâm lý, Montessori nhận thấy có sự xuất hiện của ‘khuynh hướng tập thể - "herd instinct" – nghĩa là trẻ có xu hướng làm việc và giao tiếp theo nhóm; ngoài ra trẻ sở hữu trong mình trí tưởng tượng và biện giải vô cùng phong phú. Qua những gì quan sát được, Montessori cho rằng quá trình ‘làm việc’ và phát triển của trẻ trong giai đoạn thứ hai này sẽ giúp chúng hình thành nên tính tự lập, khôn khéo, có tính tổ chức xã hội và dễ dàng tiếp thu các bài học đạo đức.

#### Giai đoạn thứ ba – giai đoạn thiếu niên (trẻ từ 12-18 tuổi)
Montessori quan sát thấy đây là giai đoạn trẻ có nhiều thay đổi về sinh lý rất quan trọng – nói cụ thể hơn là trẻ trải qua giai đoạn dậy thì trong thời kỳ này. Tâm lý của trẻ thường không ổn định và chúng gặp nhiều vấn đề về khả năng tập trung cũng như sáng tạo. Thay vào đó, ở trẻ hình thành tính ‘phán xét và coi trọng phẩm hạnh cá nhân’. Montessori sử dụng thuật ngữ ‘bình ổn – valorization’ để mô tả điều này. Bà cho rằng giai đoạn thứ ba đánh dấu việc hình thành và phát triển của một người lớn trưởng thành ở trẻ.

#### Giai đoạn thứ tư (trẻ từ 18-24 tuổi)
Montessori không tập trung nghiên cứu nhiều về giai đoạn này. Bà cho rằng những gì được đào tạo trong những giai đoạn đầu là tiền đề để trẻ phát huy khi tiếp xúc với cấp độ học văn hóa và khoa học cao hơn về sau này, từ đó có những ảnh hưởng và đóng góp nhất định cho xã hội. Montessori nhận thấy giai đoạn này con người có thể làm việc kiếm tiền và độc lập về tài chính. Việc hạn chế số năm học đại học cũng không cần thiết vì theo bà, học tập có thể theo đuổi con người suốt cuộc đời.

### Giáo dục và hòa bình
Khi xây dựng lý thuyết và thực hành, Montessori tin tưởng giáo dục có vai trò đặc biệt quan trọng, đóng góp vào nền hòa bình chung của thế giới. Bà nhận thấy nếu trẻ được tạo điều kiện phát triển theo đúng quy luật phát triển tự nhiên của mình, chúng sẽ biết cách tôn trọng hòa bình và đóng góp nhiều cho sự phát triển của văn minh nhân loại. Từ những năm 1930 cho đến những năm tháng cuối đời, Montessori đã có rất nhiều các bài giảng liên quan đến chủ đề này. Quan điểm của bà là ‘Phòng chống chiến tranh, bạo lực là nhiệm vụ của chính trị; xây dựng hòa bình là nhiệm vụ của giáo dục’
Bà đã vinh dự nhận được tổng cộng sáu đề cử cho giải Nobel Hòa bình trong ba năm 1949, 1950, và 1951.

## Thực tiễn giáo dục Montessori

### Giai đoạn sau sinh đến 6 tuổi

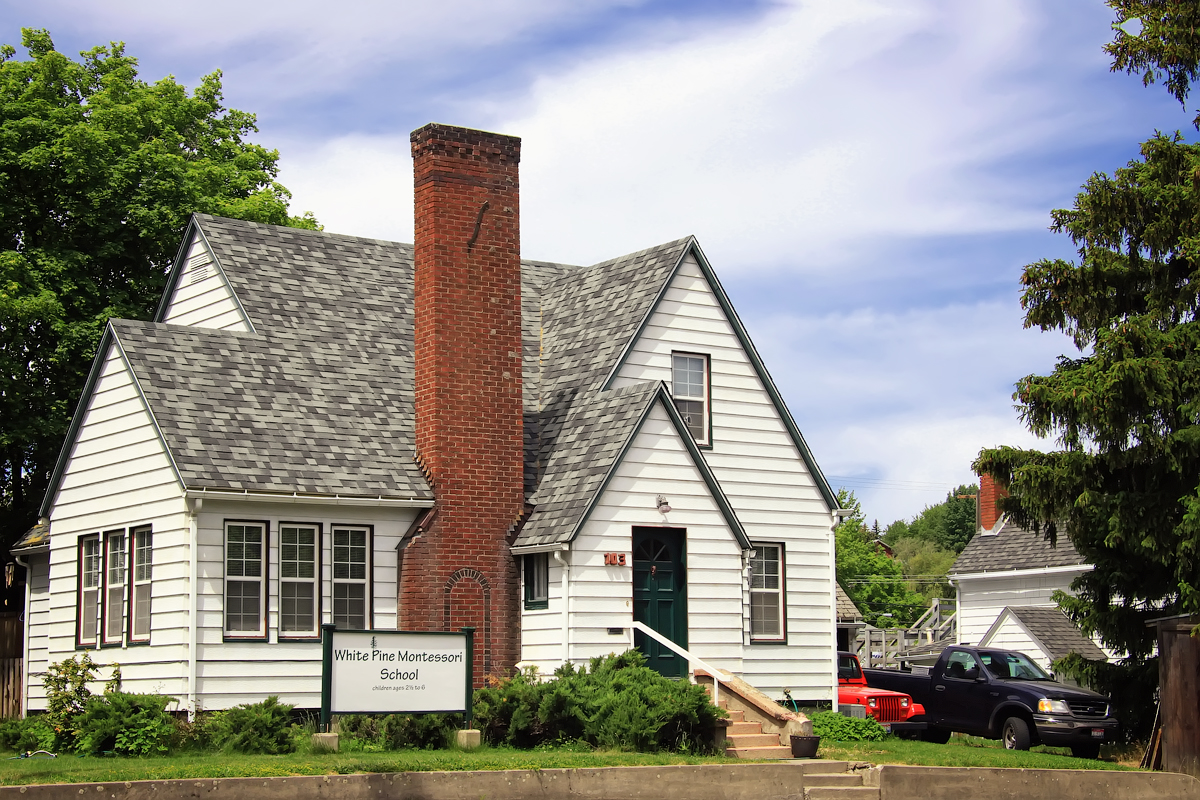
Trường White Pine Montessori ở Moskva, Idaho, USA

Chương trình dành cho trẻ sơ sinh và trẻ nhỏ (dưới ba tuổi)
Montessori đưa ra nhiều thuật ngữ liên quan đến chương trình học giai đoạn này. ‘Nido’ tiếng Ý, dịch ra có nghĩa là ‘tổ chim’ dùng để chỉ một số lượng nhỏ trẻ tử 2 tháng đến 14 tháng tuổi, khi trẻ đã biết đi. ‘Một Cộng đồng Trẻ Nhỏ’ ám chỉ số lượng trẻ nhiều hơn từ 1 – 2 tuổi rưỡi và 3 tuổi. Cả hai nhóm này đều được học trong môi trường có học cụ và hoạt động thiết kế phù hợp với độ lớn, kích thước và khả năng của trẻ. Trẻ hoàn toàn có cơ hội phát triển vận động và tính độc lập.
Việc rèn luyện cho trẻ kỹ năng tự đi vệ sinh cũng được đặc biệt chú ý trong giai đoạn này. Một số trường còn có mô hình lớp học ‘phụ huynh-học sinh’, cho phép cha mẹ vào lớp cùng các con.
Lớp mẫu giáo và tiền tiểu học (dành cho trẻ từ hai tuổi rưỡi, ba tuổi đến sáu tuổi): Các lớp này có tên gọi là Ngôi Nhà Trẻ Thơ (‘Children’s House’). Lớp học có sự pha trộn giữa các lứa tuổi. Số lượng thường từ 20-30 học sinh, phụ trách bởi một giáo viên dày dạn kinh nghiệm và một trợ giảng. Bàn ghế trong lớp được thiết kế dành riêng cho từng cá nhân hoặc nhóm trẻ hoạt động. Giá để học cụ cũng được thiết kế và sắp xếp đủ tầm với của trẻ. Ban đầu giáo viên sẽ giới thiệu mẫu hầu hết các hoạt động, sau đó trẻ tự do lựa chọn hoạt động mà chúng yêu thích. Các học cụ và hoạt động trong lớp học giúp trẻ thực hành nhiều kỹ năng cơ bản như rót, xúc bằng thìa, học cụ phát triển các giác quan, học cụ liên quan đến toán học, ngôn ngữ, âm nhạc, mỹ thuật, vv….

### Từ 6-12 tuổi
Các lớp tiểu học: Số lượng học sinh có thể từ ít đến nhiều (lên tới 30 học sinh hoặc hơn), được phụ trách bởi một giáo viên dày dạn kinh nghiệm và một/hoặc nhiều trợ giảng. Cũng có sự pha trộn lứa tuổi ở bậc học này (nhóm 6-9 tuổi, nhóm 9-12 tuổi, thậm chí có nhóm 6-12 tuổi, nhưng hiếm gặp hơn). Trẻ sẽ được học theo nhóm, sau đó là hoạt động độc lập theo khả năng và sở thích của bản thân. Quy mô hay chủ đề của bài học khá rộng. Montessori sử dụng thuật ngữ ‘giáo dục vũ trụ’ – ‘cosmic education’ để nói về vấn đề này. Bà cho rằng trẻ ở giai đoạn này cần được giáo dục để nhận biết vai trò của con người trong mối quan hệ phụ thuộc lẫn nhau khi tác động vào thế giới xung quanh. Các học cụ và bài học trong giai đoạn này được thiết kế phục vụ cho các môn học như ngôn ngữ, toán học, lịch sử, các môn khoa học, mỹ thuật, vv… Ngoài ra, học sinh còn được tham gia khám phá môi trường sống xung quanh thông qua nhiều hoạt động ngoại khóa, dã ngoại.

### Từ 12-18 tuổi
Trung học cơ sở và trung học phổ thông: Montessori không thiết kế chương trình đào tạo chi tiết cho các bậc học này. Tuy nhiên, một số trường học đã mở rộng chương trình của mình lên đến bậc trung học cơ sở và phổ thông trung học. Ngoài ra, một số tổ chức Montessori đã phát triển chương trình đào tạo giáo viên thông qua nhiều khóa học khác nhau.
Trẻ trong giai đoạn này nên được tiếp xúc thực tế và gần gũi thiên nhiên càng nhiều càng tốt, đặc biệt là trẻ ở thành phố. Đây là tiêu chí và phương châm hàng đầu mà các nhà giáo dục Montessori đã đưa ra đối với chương trình học ở thời kỳ này.

## Tính hợp pháp của phương pháp Montessori
Phương pháp Montessori được cộng đồng quốc tế công nhận, và nó đã được áp dụng thực hiện ở nhiều quốc gia trên thế giới. Năm 1929, Montessori đã thành lập tổ chức AMI (Hiệp Hội Montessori Toàn Cầu), để ‘duy trì sự nguyên vẹn trong phương châm giáo dục của bà, và đảm bảo nó vẫn trường tồn ngay cả khi bà không còn sống’. AMI đến nay vẫn tiếp tục duy trì các lớp đào tạo giáo viên, có sử dụng các học cụ do bà Montessori thiết kế và sau này là con trai Mario Montessori phát triển thêm. Cộng đồng Montessori được thành lập ở Mỹ và một số quốc gia Châu Âu, tuy nhiên việc đào tạo giáo viên và các vấn đề liên quan đến tính hợp pháp của nó lại nằm dưới sự kiểm soát của Montessori khi bà còn sống. Năm 1960, sau một số tranh chấp với AMI, AMS (Tổ chức Montessori Mỹ) đã được thành lập. Sau này, hai tổ chức cũng đã rút ngắn sự khác biệt và cùng hợp tác, tôn trọng, ủng hộ lẫn nhau trong các hoạt động giáo dục của mình’. AMS có mở ra nhiều chương trình đào tạo giáo viên và giới thiệu trên trang của mình ‘là tổ chức Montessori lớn nhất trên thế giới’. Ngoài tổ chức này ra, còn nhiều tổ chức nhỏ khác cũng cung cấp các chương trình đào tạo giáo viên Montessori. Hiện vẫn còn những tranh cãi xung quanh vấn đề quyền, lợi ích hợp pháp mà các tổ chức Montessori có được trên thế giới.
Năm 1967, Ủy ban Kiểm Tra Cấp Bằng Sáng Chế Mỹ’ - The US Patent Trademark Trial and Appeal Board’ có nói rõ ‘thuật ngữ 'Montessori' mang tính mô tả, và/hoặc có một đặc điểm chung. Ở Mỹ cũng như các quốc gia khác, nó có thể được sử dụng rộng rãi, nếu đảm bảo nó ứng dụng đúng tinh thần và phương pháp Montessori’.

## Phương pháp Montessori tại Việt Nam
Phương pháp Montessori được được biết đến tại Việt Nam trong khoảng 10 năm trở lại đây và đang ngày càng phổ biến tại Việt Nam. Ngày càng có nhiều trường mầm non tại Việt Nam lấy tên Montessori làm chương trình giảng dạy chính thức. Tuy được thừa nhận và ủng hộ nhưng cũng có những rào cản nhất định khiến các bậc phụ huynh phải cân nhắc khi cho con tới học tại các trường mầm non này, như: Chi phí học tập khá cao (do chi phí về học cụ thực hành), giáo viên montessori cần được đào tạo tại các trung tâm chuyên biệt, không giống chương trình đào tạo giáo viên mầm non thông thường tại Việt Nam.